# Doddsville
Doddsville és una població dels Estats Units a l'estat de Mississipi. Segons el cens del 2000 tenia 108 habitants.

## Demografia
Segons el cens del 2000, Doddsville tenia 108 habitants, 38 habitatges, i 22 famílies. La densitat de població era de 54,2 habitants per km².
Dels 38 habitatges en un 34,2% hi vivien nens de menys de 18 anys, en un 36,8% hi vivien parelles casades, en un 21,1% dones solteres, i en un 39,5% no eren unitats familiars. En el 31,6% dels habitatges hi vivien persones soles el 18,4% de les quals corresponia a persones de 65 anys o més que vivien soles. El nombre mitjà de persones vivint en cada habitatge era de 2,84 i el nombre mitjà de persones que vivien en cada família era de 3,87.
Per edats la població es repartia de la següent manera: un 32,4% tenia menys de 18 anys, un 5,6% entre 18 i 24, un 28,7% entre 25 i 44, un 19,4% de 45 a 60 i un 13,9% 65 anys o més.
L'edat mediana era de 32 anys. Per cada 100 dones de 18 o més anys hi havia 82,5 homes.
La renda mediana per habitatge era de 19.000 $ i la renda mediana per família de 25.250 $. Els homes tenien una renda mediana de 16.250 $ mentre que les dones 15.625 $. La renda per capita de la població era de 6.359 $. Entorn del 10,5% de les famílies i el 30,7% de la població estaven per davall del llindar de pobresa.

## Poblacions més properes
El següent diagrama mostra les poblacions més properes.